# Prix Impératif français
Le Prix Impératif français est un prix remis chaque année depuis 2007 par l'Impératif français à des personnalités et organismes québécoises pour leur « contribution exceptionnelle à la vitalité de la langue et de la culture d’expression française ».
L'organisme remet de nombreux autres en parallèle du prix principal. La plupart récompensent un engagement pour la diffusion du français, la culture et la francophonie, mais l'association remet aussi des prix parodiques.

## Le Prix Impératif français
| Année | Lauréat                      | Fonction                                                               |
| ----- | ---------------------------- | ---------------------------------------------------------------------- |
| 2013  | Gabriel Nadeau-Dubois        | Co-porte-parole de la CLASSE lors du Printemps érable                  |
| 2012  | Jim Corcoran                 | Auteur-compositeur-interprète                                          |
| 2011  | Loco Locass                  | Groupe de musique.                                                     |
| 2010  | Bruno Roy                    | Écrivain et poète.                                                     |
| 2009  | Gilles Vigneault             | Auteur-compositeur-interprète, poète.                                  |
| 2008  | Louise Beaudoin              | Femme politique.                                                       |
| 2007  | Raymond Lévesque Viola Léger | Auteur-compositeur-interprète et écrivain. Comédienne et ex-sénatrice. |

## Autre prix
Il existe de nombreux prix remis par l'Impératif français, souvent répartis en plusieurs volets. Voici ceux actuellement décernés.
- Le Prix d'excellence Lyse Daniel, récompensant une contribution à la promotion et au rayonnement de la langue française et de la culture d’expression française. Le prix est remis sur différents volets (international, canadien, national, national et Montréal, Outaouais) ;
- Le Prix de la relève Gaston Lallement, récompensant un poème en français réalisé par des élèves de l'Outaouais à partir d'un thème imposé ;
- Le Prix Coups de cœur, récompensant un poème en français réalisé à partir d'un thème imposé par le grand public ;
- Le Prix Citron, prix parodique ciblant des entreprises, partis ou personnalités ayant particulièrement attaqué la langue française. Le prix est remis sur différents volets (international, canadien, national, national et Montréal, Outaouais).